# Tribanj Šibuljine
Tribanj Šibuljine je zaseok Tribnja u Općini Starigrad u Zadarskoj županiji.   

## Zemljopis
Naselje se nalazi 15 km zapadno od Starigrada u pravcu Rijeke na geografskoj širini 44°20247" sjeverno i geografskoj dužini 15°20444" južno.

## Gospodarstvo
Stanovništvo se uglavnom bavi ovčarstvom, kozarstvom i turizmom. 

## Spomenici i znamenitosti
Pravoslavni hram Svetog arhanđela Mihajla.

## Uprava
Mjestom upravlja općina Starigrad.